# Acheron Books
Acheron Books è una casa editrice indipendente italiana nata nel 2014 operante anche nel settore dell'editoria elettronica, dei librogame e dei giochi di ruolo. Il nome “Acheron” vuole rifarsi al fiume Acheronte della Divina Commedia, e al misterioso Impero di Acheronte di Conan il Barbaro. Come simbolo della casa editrice è stata scelta una falena Acherontia Atropos (la “sfinge testa di morto” famosa grazie a Il Silenzio degli Innocenti).

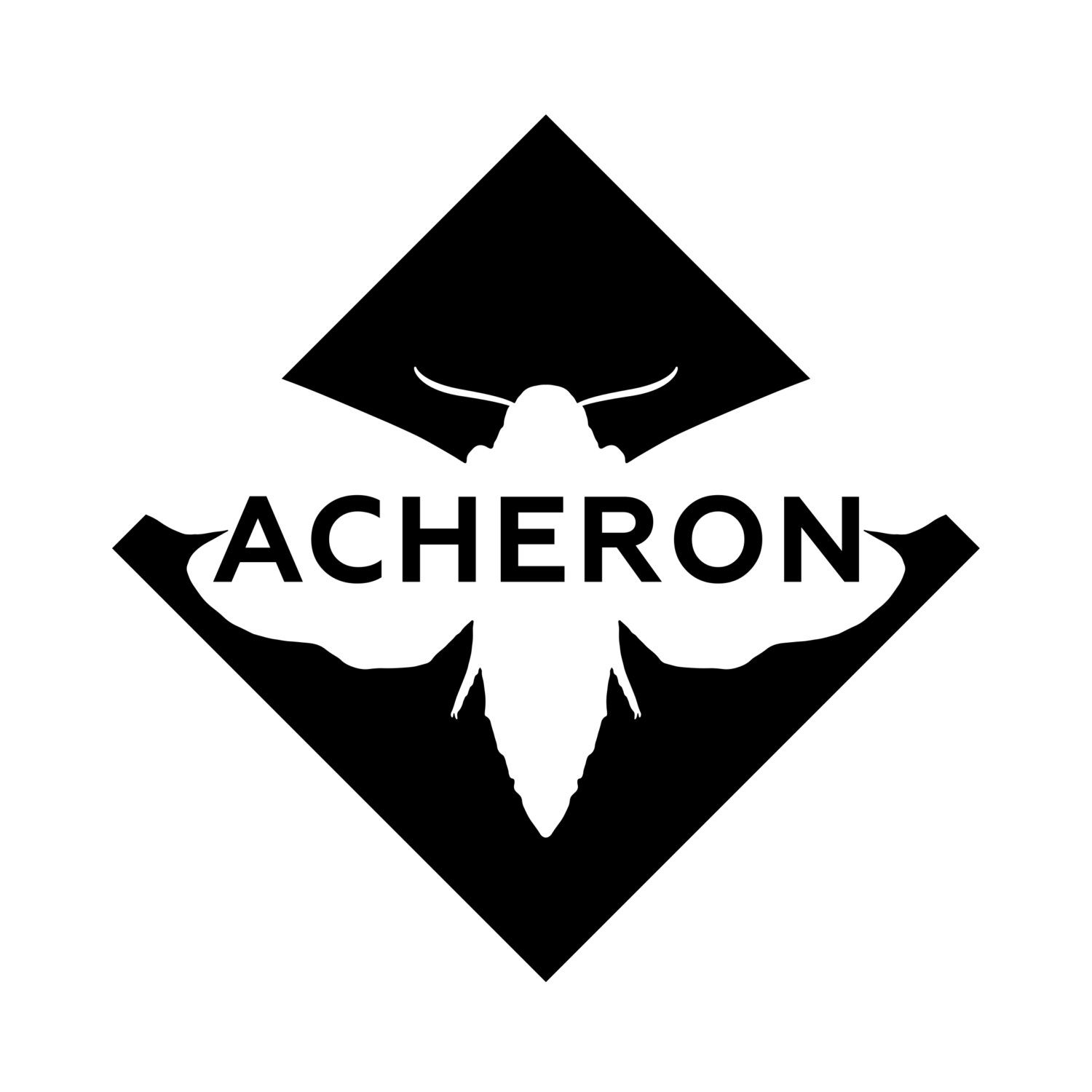
Logo di Acheron Books

## Esordi
La casa editrice viene fondata dal fumettista e autore Samuel Marolla nel 2014 per poi iniziare la propria attività l'anno successivo. Si è specializzata nella narrativa fantastica ad ambientazione italiana, portando avanti il progetto Spaghetti Fantasy che si propone la promozione di opere fantastiche dai toni tipicamente nostrani sul modello dello spaghetti western. È anche la prima casa editrice nazionale che pubblica narrativa fantastica italiana (fantasy, fantascienza e horror) direttamente in lingua inglese, distribuendola in tutto il mondo in formato ebook. Lo stesso fondatore e Luca Tarenzi sono i primi autori pubblicati dall'editore.

## Narrativa
Acheron Books organizza la propria linea editoriale omaggiando il libro Le Città Invisibili di Italo Calvino, a cui dedica i nomi delle proprie collane come Eufemia (che si occupa di narrativa fantastica) e Zenobia (dedita alle speculative fiction internazionali). Nel corso degli anni, l'azienda inserisce nel proprio catalogo opere anche di autori quali Paul Di Filippo, Lavie Tidhar e Daniel Polansky. Il prodotto editoriale che maggiormente caratterizza Acheron Books è probabilmente l'antologia Spaghetti Fantasy Zappa e Spada, che punta a raccontare in maniera goliardica e maccheronica un medioevo fantastico ambientato in Italia.
Dal 2019, fa parte del gruppo anche la linea editoriale Vaporteppa, precedentemente in Antonio Tombolini Editore . Questa si occupa di pubblicare romanzi e racconti di fantascienza, fantasy, steampunk, biopunk e bizarro fiction di autori tanto italiani (Giuseppe Menconi, Giulia Besa, Alessandro Scalzo, Marco Crescizz, Giovanni Schiaparelli) quanto stranieri come Carlton Mellick III, del quale ha per prima tradotto svariate opere, Michael Swanwick, ma anche Edward Page Mitchell.
Fra gli autori di Acheron Books figurano Livio Gambarini, Marco Cardone,  Masa (archiviato dall'url originale il 16 febbraio 2023), Sara Simoni, Titania Blesh, Luigi Musolino, Claudio Vergani.

## Giochi di ruolo e librigame
Accanto al settore della narrativa, Acheron Books è emerso come editore di librigame e giochi di ruolo col nome di Acheron Games sotto la direzione del game designer Mauro Longo. Qui l'azienda esordisce con il dittico di Stregoneria Rusticana (volume Duellante e volume Scaramante) di Andrea Tupac Mollica arrivati finalisti nel Premio della Critica del LibroGame's Land Award 2020 e Fausto e Furio: Solo Zanne Originali di Thomas Mazzantini, che per ambientazione ricorda molto le atmosfere collodiane di Pinocchio, vincitore del Premio per il miglior librogame italiano del LibroGame's Land Award 2020. Acheron Books già l'anno precedente aveva ottenuto riconoscimenti nel settore con il romanzo interattivo Steam Romance - Gremlins ad alta quota di Mala Spina che si era aggiudicato il premio di relativa categoria del LibroGame's Land Award 2019.
Il salto di qualità che le permette di diventare famoso anche all'estero avviene nel 2020 quando gli autori Samuel Marolla, Mauro Longo e Davide Mana creano, in collaborazione con Ludiblood, Ignoranza Eroica,  Epic Party Games e Officina Meningi il gioco di ruolo "Brancalonia - The Spaghetti Fantasy RPG". Si tratta di un'ambientazione da giocare con le regole di Dungeons & Dragons che, finanziato su Kickstarter, raccoglie centonovantamila euro grazie a 3297 finanziatori Ares Games si occupa della distribuzione americana di Brancalonia. Il progetto ottiene un notevole riscontro di pubblico e critica come dimostrano gli ENnie Awards del 2021 dove vince quattro premi, di cui un oro e tre argento.
La crescita del gruppo procede nello stesso anno: Acheron annuncia, infatti, l'esclusiva sulla distribuzione in Italia di Lex Arcana - per poi acquisire il suo editore Quality Games nel 2021 - e la collaborazione con Epic Party Games per la realizzazione e distribuzione del gioco di ruolo Primi Re (anche se la partnership viene però bruscamente interrotta nel 2022). Nel 2021, l'azienda allarga il suo portfolio giochi con due nuove campagne fondi su Kickstarter: la prima è Inferno, ambientazione per Dungeons & Dragons 5ª edizione ispirata alla Divina Commedia; la seconda è per l'espansione di Brancalonia dal titolo L'impero randella ancora, con la collaborazione della pagina satirica internet italiana Feudalesimo e Libertà.